# UFC 206
UFC 206: Holloway vs. Pettis var en MMA-gala som arrangerades av Ultimate Fighting Championship och ägde rum 10 december 2016 i Toronto i Kanada. 

## Resultat
1. ↑  Catchweight 148 lbs.'"`UNIQ--ref-00000004-QINU`"' Holloway blev interimmästare i fjädervikt.'"`UNIQ--ref-00000005-QINU`"'
2. ↑  Catchweight 117,5 lbs.'"`UNIQ--ref-00000007-QINU`"'
3. ↑  Catchweight 158,5 lbs.'"`UNIQ--ref-00000009-QINU`"'